# Empire Burlesque
Empire Burlesque — двадцять третій студійний альбом американського музиканта та автора пісень Боба Ділана, виданий 8 червня 1985 року лейблом Columbia Records.

## Про альбом
Техніка продюсування, яка була застосована під час запису Empire Burlesque, була типовою для 80-х. Тому, на думку сучасних критиків, дана робота є однією із небагатьох у Ділана, яка тепер звучить застаріло. Тим не менше, пісні альбому вважаються одними із найкращих, написаних Діланом за десятиліття (включаючи такі як «Tight Connection to My Heart» та «Dark Eyes»).
У США альбом піднявся до 33-ї позиції, а у Великій Британії — до 11-ї.

## Список пісень
| Сторона 1 | Сторона 1                                                 | Сторона 1  |
| #         | Назва                                                     | Тривалість |
| --------- | --------------------------------------------------------- | ---------- |
| 1.        | «Tight Connection to My Heart (Has Anybody Seen My Love)» | 5:22       |
| 2.        | «Seeing the Real You at Last»                             | 4:21       |
| 3.        | «I'll Remember You»                                       | 4:14       |
| 4.        | «Clean Cut Kid»                                           | 4:17       |
| 5.        | «Never Gonna Be the Same Again»                           | 3:11       |

| Сторона 2 | Сторона 2                                   | Сторона 2  |
| #         | Назва                                       | Тривалість |
| --------- | ------------------------------------------- | ---------- |
| 1.        | «Trust Yourself»                            | 3:29       |
| 2.        | «Emotionally Yours»                         | 4:30       |
| 3.        | «When the Night Comes Falling from the Sky» | 7:30       |
| 4.        | «Something's Burning, Baby»                 | 4:54       |
| 5.        | «Dark Eyes»                                 | 5:07       |